# Rândunică indiană
Rândunica indiană (Petrochelidon fluvicola) este o specie de pasăre din familia Hirundinidae. Este originară din Asia de Sud, unde se reproduce, rezident pe tot parcursul anului sau vizitator de iarnă în țările Afganistan, India, Nepal și Pakistan. Apare ocazional în Maldive, Sri Lanka și Orientul Mijlociu.

## Taxonomie
Rândunica indiană a fost identificată pentru prima dată de zoologul englez Edward Blyth în 1855. În prezent este plasată în genul Petrochelidon, identificat de ornitologul german Jean Cabanis în 1850. Un sinonim este Hirundo fluvicola. Aparține familiei Hirundinidae, numită de polimatul francez Constantin Samuel Rafinesque în 1815.

## Descriere

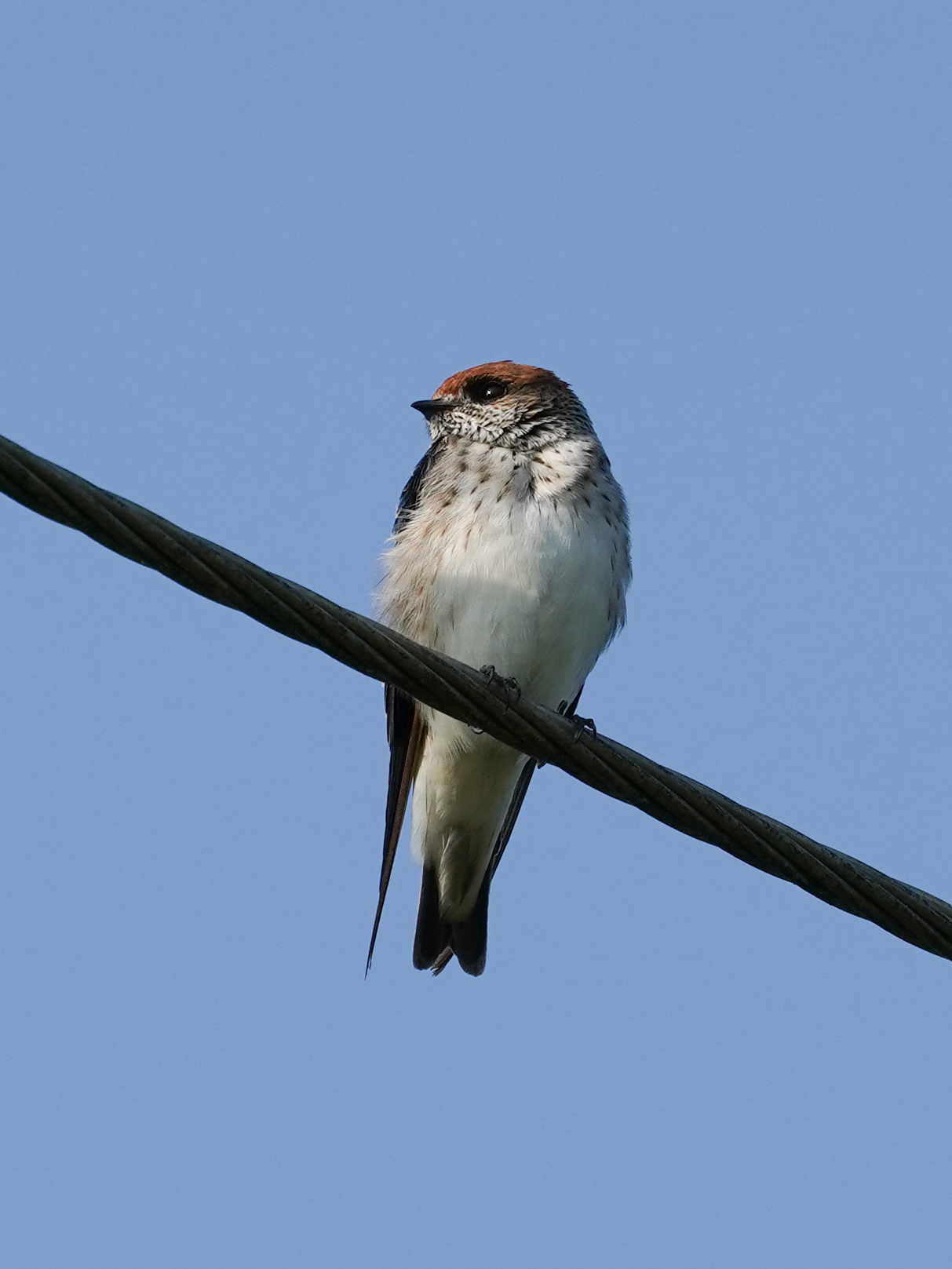
Petrochelidon fluvicola

Rândunica indiană este o pasăre de mărimea vrăbiilor, de aproximativ 11 cm lungime. Creștetul capului și fruntea sunt castaniu mat. Părțile inferioare sunt albicioase, penele superioare sunt albastru-oțel. Târtița este maro pal, iar coada are un capăt pătrat. Dungiile maro de pe gat si piept sunt distinctive si folosite pentru a se diferentia de alte pasari similare. În diminețile reci, stolurile mari sunt văzute strâns împachetate pe fire electrice pentru a prinde soarele devreme. Sunetul este un cirip în timp stă cocoțată. În zbor, rostește un trr-trr ascuțit.

## Galerie

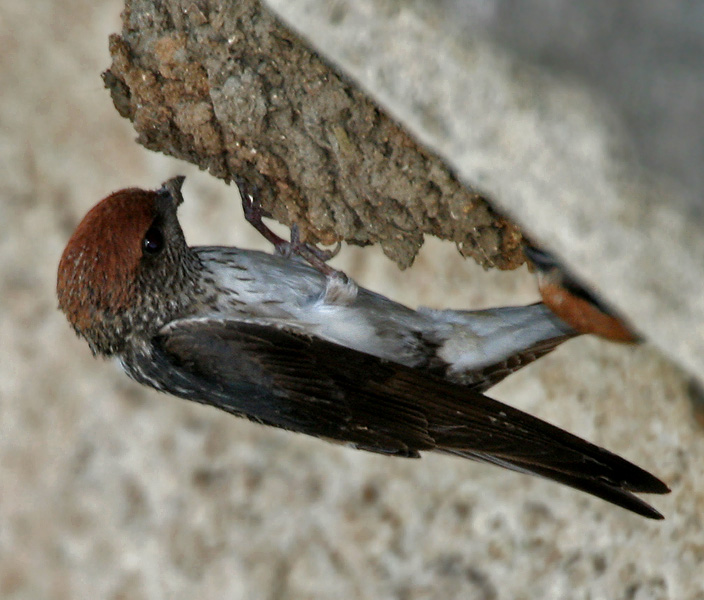
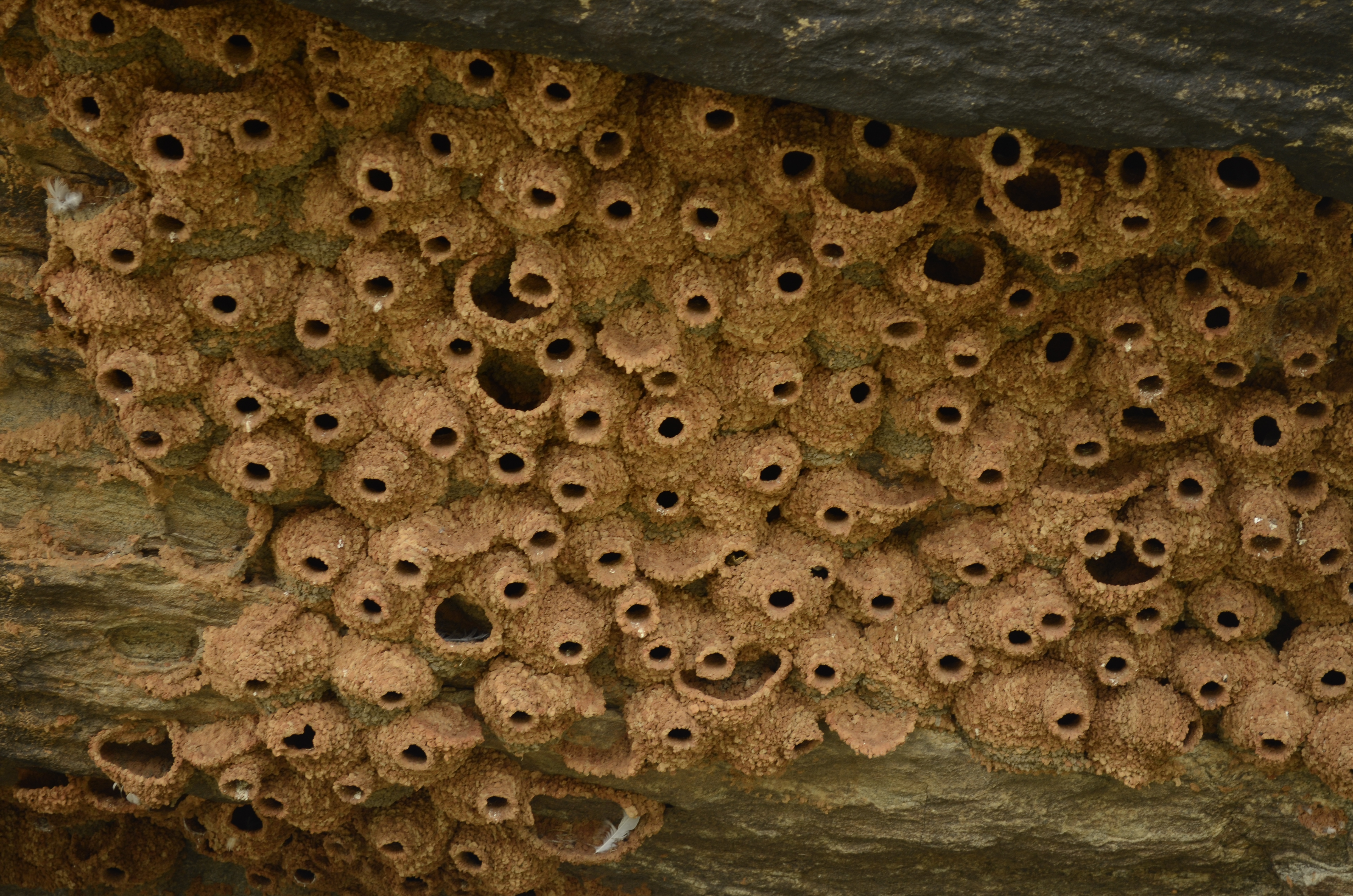
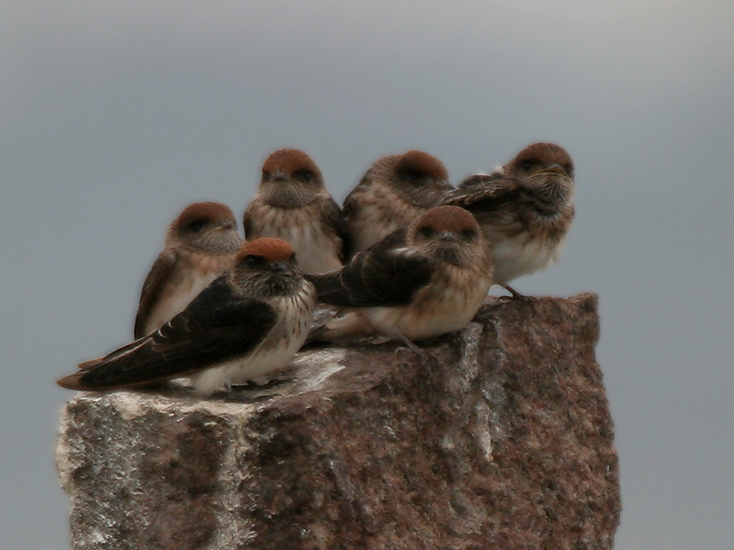
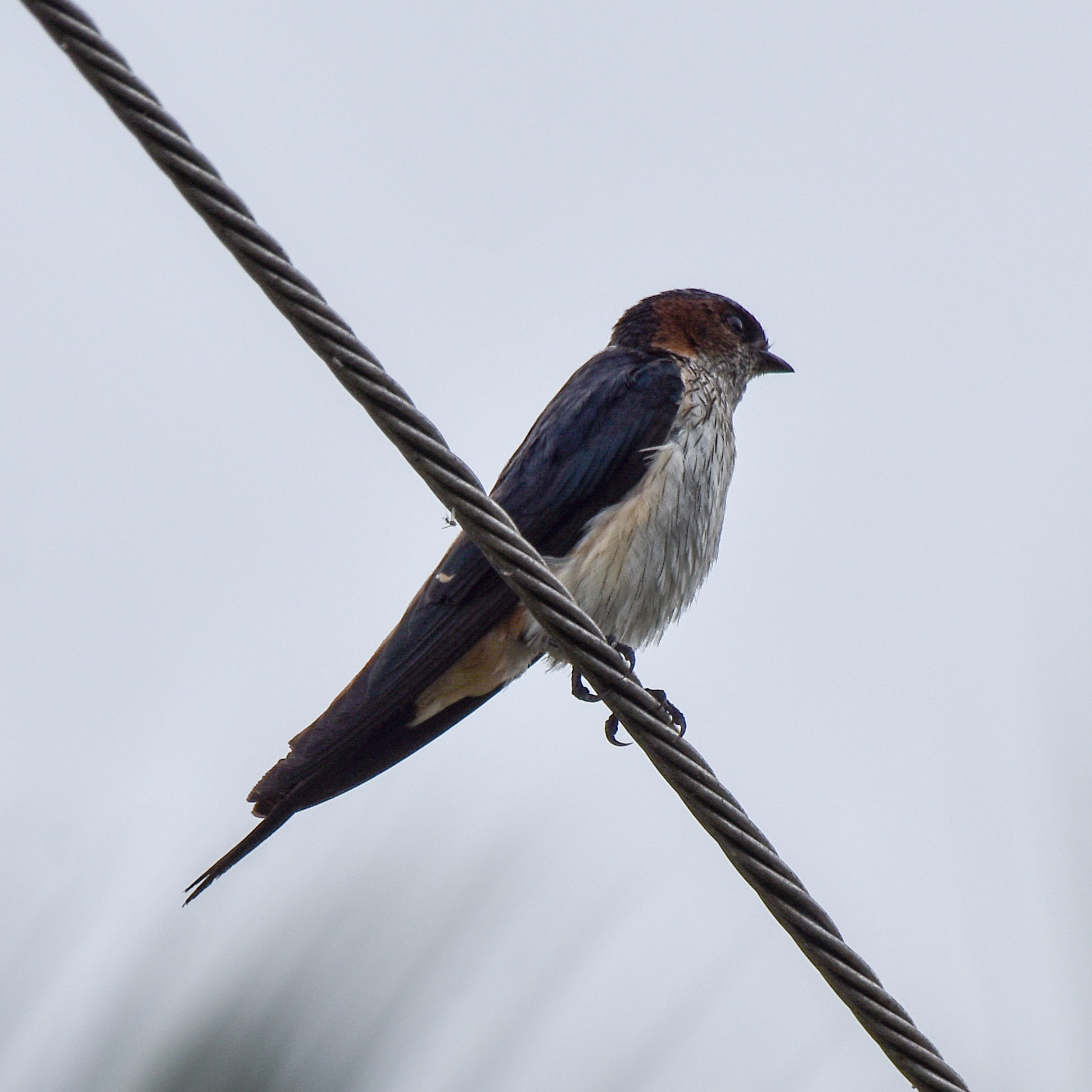